# Association sportive de Béziers Hérault
Pour les articles homonymes, voir AS Béziers.
Maillots
Actualités
L'Association sportive de Béziers Hérault (ou AS Béziers, ASB, ASBH)  est un club français de rugby à XV basé à Béziers (Hérault) qui évolue en Pro D2.
Club emblématique du rugby à XV français, il a un palmarès national des plus importants avec onze titres en Championnat de France, quatre Challenge Yves du Manoir et une Coupe de France.
L'AS Béziers remporte le premier trophée européen de l'histoire à Bucarest avec la Coupe d'Europe des clubs champions FIRA, le 24 juin 1962 contre le Grivita Rosie Bucarest (ro), sur le score de 11 à 3.
L'équipe féminine du club évolue en Fédérale 1.

## Historique
En Languedoc, et plus précisément en Hérault, le rugby fait d'abord son apparition à Montpellier, en 1885, comme dans toutes les grandes villes étudiantes. À Béziers, c'est la barrette, une variante du rugby, qui fait d'abord son apparition en 1897 ou au début du XXe siècle, selon les sources, au niveau scolaire, notamment au lycée Henri-IV,, où un certain Jules Cadenat découvre cette pratique,. Les jeunes adolescents se retrouvent pour jouer près des arènes où à Gasquinoy, deux terrains sans installations sportives.
Les premiers clubs biterrois de rugby à XV sont créés : le Sporting Club biterrois, l'Étoile sportive biterroise et le Midi Athletic Club. Puis, en 1911, Louis Viennet, riche propriétaire viticulteur biterrois, en compagnie de Jules Cadenat, organise une rencontre avec Antoine Cadelard, l'un des initiateurs du projet, et d'anciens élèves du lycée Henri-IV tels que Maurice Rozé, Jean Malbec et Filhol de Marseillan où il propose la fusion du Sporting Club biterrois et du Midi Athletic Club afin d'obtenir un meilleur club. En novembre 1911, l'Association sportive biterroise est fondée et Louis Viennet en est le président-fondateur,,. Le club élit domicile au Café de France sur les allées Paul-Riquet,. Selon une photographie de 1911, les premiers joueurs sont Massat, Pierre Jean, Kermeneur, Godail, Négui, Laffont, Champromy, Girou, Bénézech, Donat, Schulmeister (capitaine), Raynaud, Monis, H.Baux, Bloch, Arthur Teysseyre et G. Robert réunis autour de Louis Viennet. Le 19 mars 1912, l'AS Béziers est officiellement déclarée et Louis Viennet en est le premier président.
Dès la saison 1912-1913, le club entre en compétitions et fait imprimer un calendrier. L'AS Béziers est alors un club omnisports mais le football-rugby est déjà le sport le plus suivi devant l'athlétisme et la boxe, pourtant deux sports très populaires à cette période,. L'AS Béziers joue son tout premier match contre le 19e régiment de dragons de Carcassonne sur le terrain du Capiscol, proche de la ligne de chemin de fer. Les Biterrois s'imposent 27 à 12. La semaine suivante, ils sont battus 28 à 3 par un autre club biterrois, le Stade olympien. Puis, le 10 novembre 1912, les Héraultais disputent leur premier match en Championnat du Languedoc au stade de Maraussan (futur stade Cassayet) de Narbonne mais s'inclinent 3 à 0. Une semaine plus tard, ils reçoivent l'AS Perpignan au terrain du Capiscol et s'imposent 40 à 30.
Disparue au commencement de la Première Guerre mondiale, en 1914, l'AS Béziers renaît à la suite d'une nouvelle fusion de deux équipes créées par des adolescents au début du conflit mondial : celles de la Jeunesse sportive et du Midi sportif en 1916,.

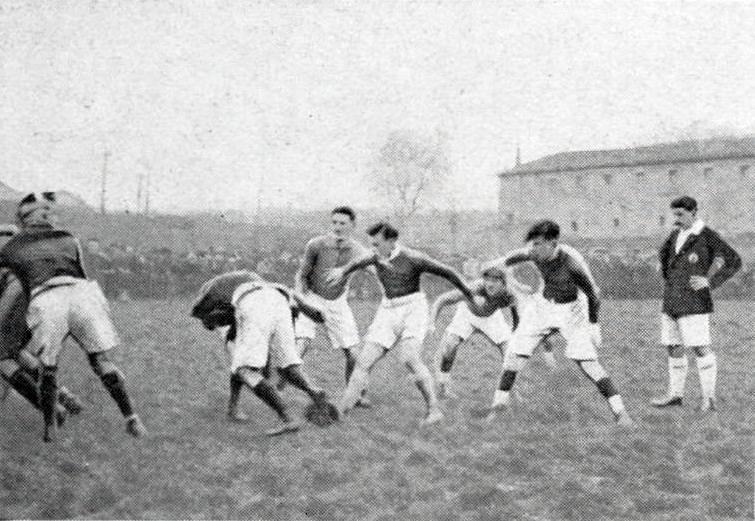
Mars 1919, victoire de l'AS biterroise face au Stade toulousain, en quart de finale de la Coupe de l'Espérance (3-0).

Dès 1918, l'AS Béziers commence à avoir une bonne équipe avec de nouvelles arrivées ou la progression de certains de ses joueurs. Cette année-là, l'international français Jean Sébédio, Gilbert Coscolla et Alphonse Dedieu font partie de l'effectif. Le Championnat de France de rugby à XV n'étant pas encore rétabli du fait de la Première Guerre mondiale, le club biterrois joue en Championnat du Languedoc et remporte la compétition, le premier titre de l'histoire de l'équipe. Durant cette saison, les Biterrois sont également engagés en Coupe de l'Avenir mais sont éliminés dès le deuxième tour par le Stade toulousain à Sauclières sur le score de 0 à 3. Cette même année, Louis Viennet cède la présidence de l'AS Béziers à Henri Bru.
De plus, la guerre ayant perturbé la société française, l'Union des sociétés françaises de sports athlétiques (USFSA), l'organisme régissant tous les sports, avait décidé d'organiser la Coupe de l'Espérance pour remplacer le Championnat de France. Durant la saison 1918-1919, l'AS Béziers joue donc la Coupe de l'Espérance mais s'incline 25 à 5 contre le Stadoceste tarbais en demi-finale, la première de son histoire.

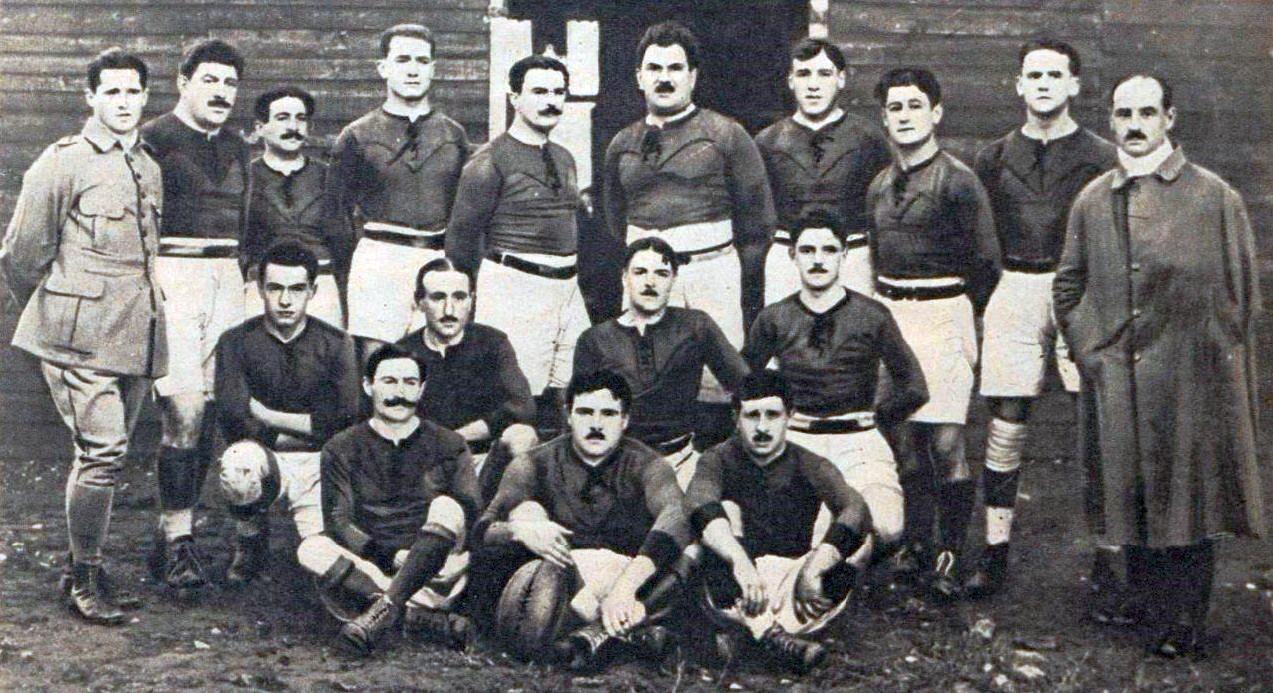
L'AS Biterroise en décembre 1920.

À partir de la saison 1919-1920, le Championnat de France est rétabli. En cette saison, François Clauzel et l'international français Édouard Coulon font leur arrivée au club biterrois. En 1920, le 502e régiment de chars de combat arrive à Béziers, de nombreux militaires jouent alors dans les rangs de l'AS Béziers,. De plus, avec le retour au club de Jules Cadenat, plusieurs joueurs signent à l'AS Béziers comme : Adolphe Bousquet, Blanco (talonneur), Cathala, Donat, Jean Domercq (officier aux chars et international sous les couleurs de l'Aviron bayonnais), Rojier, Cauquil. En Championnat du Languedoc, le club affronte l'US Perpignan, le RC Narbonne, l'AS Carcassonne, le FC Lézignan et les Arlequins de Perpignan.
En 1921, le club accueille de nouveaux joueurs tels que Dejean, Pomarède (demi de mêlée), Cougnenc, Grasso, Dandine, André, Jean Roca, Lebel, Girardot, Lucien Serin, Camps, Parnaud, Bonafé (pilier), Guttierez, Paradis, Noziès, Esparbès, Robert. Durant la saison 1922-1923, l'international français Louis Lepatey fait partie de l'effectif, dont il est le plus lourd joueur avec 85 kg, tout comme Louis Maurel (demi d'ouverture).

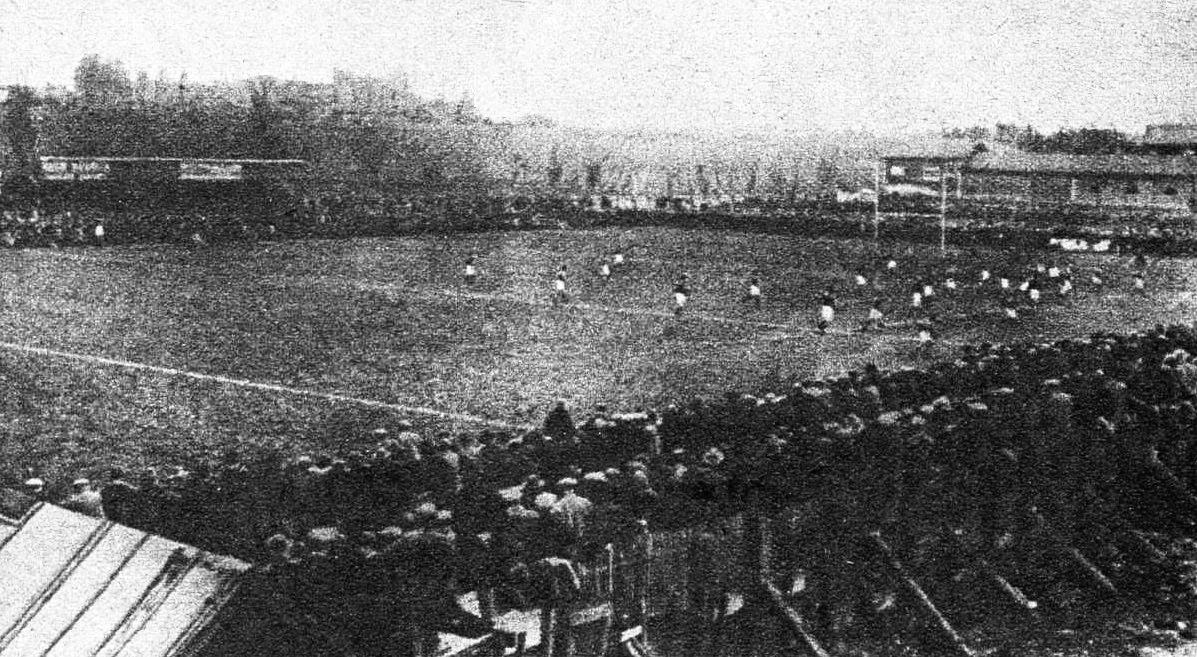
Demi-finale du championnat perdue face au Stade toulousain, en avril 1924, à Carcassonne derrière les vignobles (fond à G., le château).

La saison suivante, le club dispute sa première demi-finale de Championnat de France en 1924.

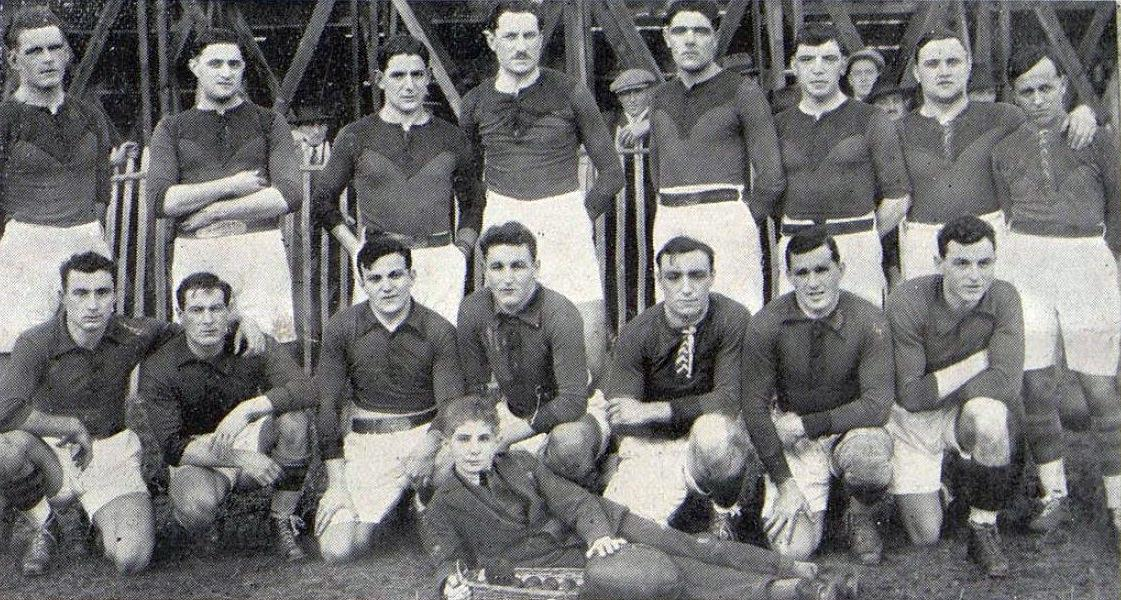
L'AS Biterroise en juin 1927.

Lors de la saison 1928-1929, l'AS Béziers à nouveau demi-finaliste du Championnat de France,.

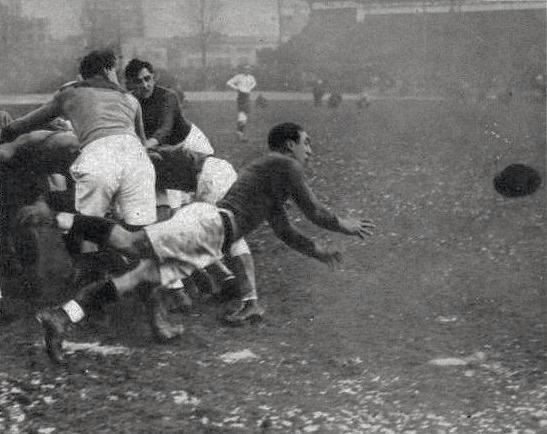
L'international Lucien Serin, demi-finaliste du championnat en 1929.

Lors du mandat d'Émile Claparède à la présidence, le club passe un temps dans le camp treiziste de septembre 1944 à janvier 1945,.
De 1945 à 1949, Louis Viennet effectue son second mandat de président du club.
Après avoir connu une éclosion au début des années 1960, concomitante avec l'arrivée de l'entraîneur Raymond Barthès dès 1955,, le club dispute quatre finales en cinq ans. Il remporte ses trois premiers titres majeurs dont un en Championnat de France en 1961, un en Coupe d'Europe des clubs champions FIRA en 1962 et un autre en Challenge Yves du Manoir en 1964,,.
Par la suite, le Grand Béziers devint le terme consacré pour désigner les diverses équipes de l'ère de domination couvrant les années 1971 à 1984.
Le 29 janvier 1972, sept Biterrois font partie de l'équipe de France qui affronte l'Irlande à Colombes (les avants Armand Vaquerin, Alain Estève, Olivier Saïsset, Jean-Louis Martin, Yvan Buonomo, le demi de mêlée Richard Astre et l'ailier Jack Cantoni). Le record du FC Lourdes de 1958 est égalé, mais l'Irlande s'impose. En mai-juin 1972, les sept Biterrois sont retenus pour la tournée australienne. Six le seront en 1974 pour la tournée en Argentine. Le 1er novembre 1972, l'ASB a l'honneur de disputer le premier match de rugby de l'histoire du nouveau parc des Princes. Double championne de France en titre, elle bat les Gallois de Neath RFC 29 à 17.

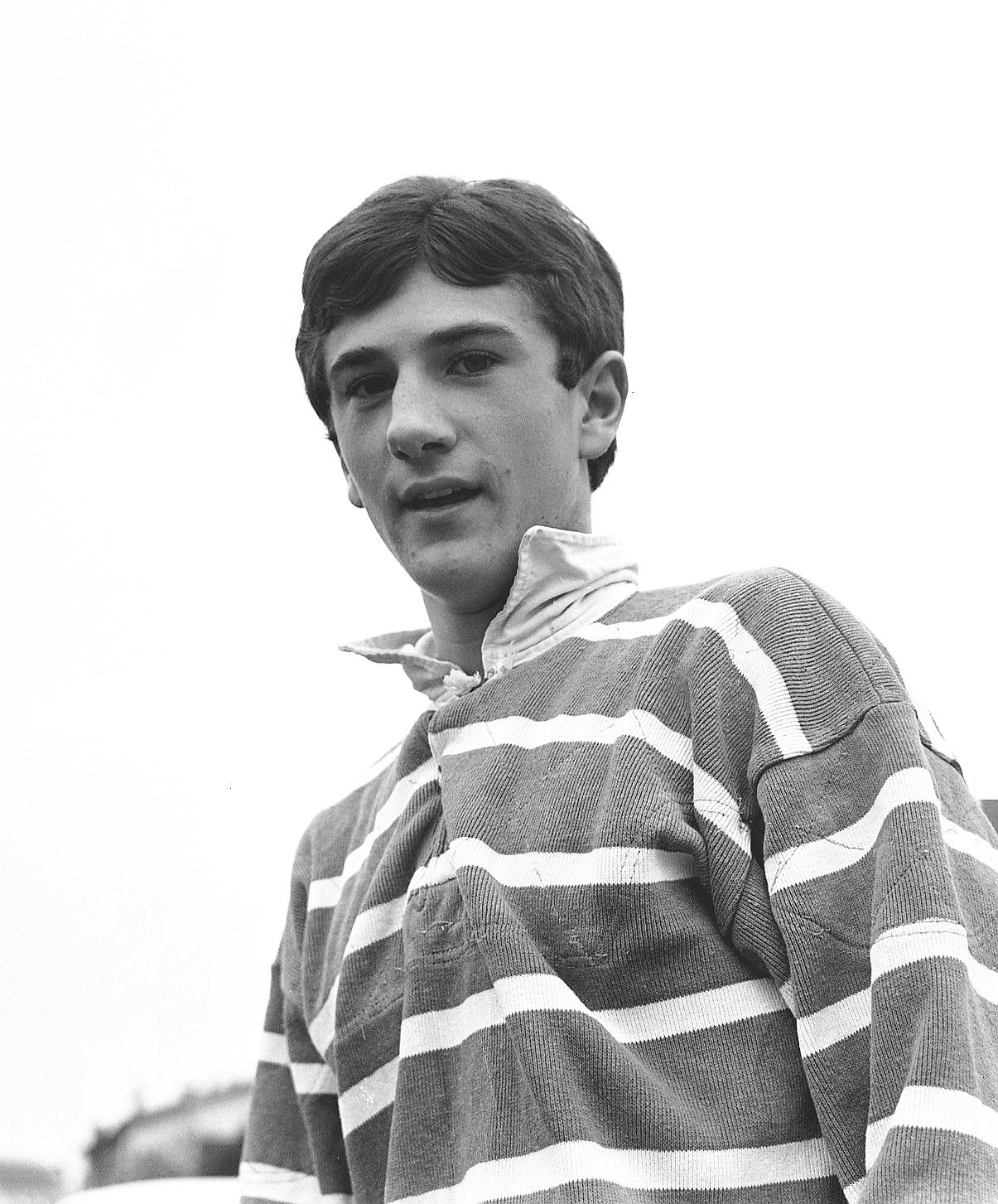
Richard Astre, meneur de jeu de l'ASB durant les années 1970.

En 1977, le club compte douze joueurs internationaux en activité. Trois Grand Chelems de club sont à mettre à l'actif de l'AS Béziers : durant les saisons 1971-1972, 1974-1975, et 1976-1977, victoires dans les quatre épreuves proposées : Bouclier d'automne - Challenge Jules Cadenat - Challenge Yves du Manoir - Championnat de France, ainsi que la plus grande victoire du club en championnat : 100 à 0, face au Stade montchaninois en 1979.
Au total, le club fournit une cinquantaine d'internationaux français durant son histoire jusqu'en 2005.

### L'ère professionnelle ou le temps des relégations
À l'issue de la saison 1993-1994, l'AS Béziers est reléguée en division inférieure, il remonte en 1996 puis redescend en 1999.
En 2000, l'ASB est champion de France d'Élite 2 et remonte en Élite 1.
De 2001 à 2004, le club biterrois joue en Top 16 (première division), avec notamment une participation à la Coupe d'Europe en 2002-2003.
La saison 2004-2005 se solde par une descente en Pro D2 (deuxième division).
Lors de la première saison en Pro D2 puis la saison suivante, l'ASBH termine à la cinquième place, synonyme de demi-finale à l'extérieur avec deux défaites contre le SC Albi, puis l'US Dax la saison suivante.
La saison 2007-2008 se termine en queue de poisson, l'ASBH laissant échapper la cinquième place lors du sprint final. Il s'ensuit un mercato estival très agité à la suite des déclarations de l'actionnaire Louis Nicollin, annonçant son intention de quitter le club. Les joueurs cadres quittent la maison, et la saison suivante est très mal préparée. Elle s'avère d'ailleurs fatale, Béziers terminant à la dernière place du championnat.
Le club est relégué en Fédérale 1 (troisième division), son plus bas niveau jamais atteint, en 2009. Après un premier échec en quart de finale face à l'US bressane lors de la saison 2009-2010. L'AS Béziers du capitaine François Ramoneda remonte en Pro D2 à l'issue de la saison 2010-2011 en arrivant à bout de l'US Tyrosse, au bénéfice du nombre d'essais sur l'ensemble des matchs aller-retour en demi finale, et s'adjuge le titre de champion de France en battant le CA Périgueux sur le score de 13 à 6 sur la pelouse de Sapiac, en cette saison de Centenaire. Ainsi, après le titre obtenu en 2000, en Élite 2, il s'agit du treizième titre de champion de France de l'AS Béziers en cent ans d'histoire.
En proie à des difficultés financières, la vie du club est une longue chronique faite de luttes d'influence et de rumeurs de ventes et de rachats. En 2020, le sponsor Louis-Pierre Angelotti quitte le club en assurant avoir reçu des menaces de mort. Il laisse le champ libre au projet porté Christophe Dominici, clinquant mais laissant le maire dubitatif. Finalement, c'est la mairie qui prend le contrôle du club, dans l'attente d'un repreneur sérieux.
En novembre 2024, le club est racheté par le fonds d'investissement irlandais Strangford Capital qui acquiert 75 % des parts que possède la mairie de la ville. Andrew Mehrtens et Bobby Skinstad deviennent co-présidents du club.

## Identité visuelle

### Couleurs et maillots
Les couleurs du club sont le bleu et le rouge,.

### Logo
En 2019, le club décide d'effectuer une opération de nommage sur son logo. Il conserve son nom mais permet à une entreprise d'apposer son logo sur celui du club. Ainsi, le groupe Angelotti verse au total un million d'euros sur six ans à l'ASBH en contrepartie de ce rapprochement de marque. Après le départ de Louis-Pierre Angelotti de l'équipe dirigeante du club lors de l'intersaison 2020, se désengageant également en tant que partenaire, le logo précédent est réadopté.

Évolution du logo
Ancien logo.
Logo dans les années 1990.
Logo dans les années 2000.
Logo de 2009 au 3 juillet 2019.
Logo du 4 juillet 2019 à juillet 2020.
Logo de juillet 2020 à 2023.
Logo de 2023 à 2024.
Logo depuis 2024.

## Palmarès

### Détail du palmarès
| Compétitions nationales | Compétitions internationales | Compétitions nationales disparues |
| --- | --- | --- |
| Championnat de France de première division - Champion (11) : 1961, 1971, 1972, 1974, 1975, 1977, 1978, 1980, 1981, 1983, 1984 - Vice-champion (4) : 1960, 1962, 1964, 1976 Championnat de France de deuxième division - Champion (1) : 2000 Championnat de France de Fédérale 1 - Champion (1) : 2011 | Coupe d'Europe des clubs champions FIRA - Vainqueur (1) : 1962 | Challenge Jean-Bouin - Finaliste (1) : 1991 Challenge Yves du Manoir - Vainqueur (4) : 1964, 1972, 1975, 1977 - Finaliste (6) : 1960, 1961, 1973, 1978, 1980 et 1981 Championnat de France réserves - Vainqueur (6) : 1920 (équipe 4), 1924 (équipe 3), 1973, 1977 (nationale B), 1994 (nationale B1), 2001 (élite B2) - Finaliste (4) : 1922 (équipe 4), 1982, 1988 (nationale B1), 1991 (nationale B) Coupe de France - Vainqueur (1) : 1986 - Finaliste (1) : 1950                           |
| Compétitions de jeunes | Compétitions régionales | Compétitions amicales |
| Challenge Robert-Cancé - Vainqueur (1) : 1981 Challenge Pierre-Gaudermen - Vainqueur (7) : 1979, 1980, 1983, 1990, 1994, 2005, 2018 - Finaliste (1) : 1977 Challenge Jean-Teulière - Vainqueur (1) : 1991 Championnat de France cadets - Vainqueur (3) : 1982, 1983, 1990 - Finaliste (1) : 1974 Championnat de France espoirs - Finaliste (1) : 2004 Championnat de France minimes - Vainqueur (2) : 1980, 1983 Coupe Pierre-Alamercery - Vainqueur (5) : 1983, 1991, 1992, 2005, 2019 Coupe Jules-Coulon cadets A UFOLEP - Vainqueur (1) : 1958 Coupe René-Crabos - Vainqueur (6) : 1982 (juniors B), 1985 (juniors B), 1986 (juniors A), 1989 (juniors B), 1990 (juniors A), 1992 (juniors B) - Finaliste (3) : 1977 (juniors B), 1993 (juniors B), 1995 (juniors B) Coupe Roger-Danet - Vainqueur (2) : 1981, 1986 - Finaliste (1) : 1984 Coupe Frantz-Reichel - Vainqueur (3) : 1936, 1968, 1986 - Finaliste (7) : 1935, 1949, 1951, 1966, 1967, 1981, 1991 Super Challenge de France - Vainqueur (1) : 1980 - Finaliste (2) : 1988, 1989 | Championnat du Languedoc de 1re série - Vainqueur (3) : 1918, 1924, 1927 Championnat du Languedoc de 2e série - Vainqueur (1) : 1920 Coupe du Languedoc - Vainqueur (1) : 1942 | Bouclier d'automne - Vainqueur (7) : 1970, 1971, 1974, 1976, 1977, 1980, 1983 - Finaliste (4) : 1972, 1975, 1981, 1984 Challenge Antoine-Béguère - Vainqueur (1) : 1964 - Finaliste (1) : 1962 Challenge Jules-Cadenat - Vainqueur (10) : 1967, 1968, 1969, 1970, 1971, 1972, 1974, 1975, 1977, 1978 Challenge Paul Roca - Vainqueur (1) : 1953 Challenge Armand-Vaquerin - Vainqueur (7) : 1994, 1995, 1996, 1998, 2000, 2001, 2004 Trophée international Jules-Cadenat - Vainqueur (1) : 1978 |

### Finales
On accède à l'article qui traite d'une saison particulière en cliquant sur le score de la finale.
| Compétition                             | Date         | Vainqueur  | Score  | Finaliste                   | Lieu                  | Spectateurs |
| --------------------------------------- | ------------ | ---------- | ------ | --------------------------- | --------------------- | ----------- |
| Coupe d'Europe des clubs champions FIRA | 24 juin 1962 | AS Béziers | 11 – 3 | Grivita Rosie Bucarest (ro) | Stade Dinamo,Bucarest | 20 000      |

| Compétition                        | Date         | Vainqueur       | Score       | Finaliste        | Lieu                        | Spectateurs |
| ---------------------------------- | ------------ | --------------- | ----------- | ---------------- | --------------------------- | ----------- |
| Championnat de France 1re division | 22 mai 1960  | FC Lourdes      | 14 - 11     | AS Béziers       | Stadium municipal, Toulouse | 37 200      |
| Championnat de France 1re division | 28 mai 1961  | AS Béziers      | 6 - 3       | US Dax           | Stade de Gerland, Lyon      | 35 000      |
| Championnat de France 1re division | 27 mai 1962  | SU Agen         | 14 - 11     | AS Béziers       | Stadium municipal, Toulouse | 37 705      |
| Championnat de France 1re division | 24 mai 1964  | Section paloise | 14 - 0      | AS Béziers       | Stadium municipal, Toulouse | 27 797      |
| Championnat de France 1re division | 16 mai 1971  | AS Béziers      | 15 - 9 ap   | RC Toulon        | Parc Lescure, Bordeaux      | 27 737      |
| Championnat de France 1re division | 21 mai 1972  | AS Béziers      | 9 - 0       | CA Brive         | Stade de Gerland, Lyon      | 31 161      |
| Championnat de France 1re division | 12 mai 1974  | AS Béziers      | 16 - 14     | RC Narbonne      | Parc des Princes, Paris     | 40 609      |
| Championnat de France 1re division | 18 mai 1975  | AS Béziers      | 13 - 12     | CA Brive         | Parc des Princes, Paris     | 39 991      |
| Championnat de France 1re division | 23 mai 1976  | SU Agen         | 13 - 10 ap  | AS Béziers       | Parc des Princes, Paris     | 40 300      |
| Championnat de France 1re division | 29 mai 1977  | AS Béziers      | 12 - 4      | USA Perpignan    | Parc des Princes, Paris     | 41 821      |
| Championnat de France 1re division | 28 mai 1978  | AS Béziers      | 31 - 9      | AS Montferrand   | Parc des Princes, Paris     | 42 004      |
| Championnat de France 1re division | 25 mai 1980  | AS Béziers      | 10 - 6      | Stade toulousain | Parc des Princes, Paris     | 43 350      |
| Championnat de France 1re division | 23 mai 1981  | AS Béziers      | 22 - 13     | Stade bagnérais  | Parc des Princes, Paris     | 44 106      |
| Championnat de France 1re division | 28 mai 1983  | AS Béziers      | 14 - 6      | RRC Nice         | Parc des Princes, Paris     | 43 100      |
| Championnat de France 1re division | 26 mai 1984  | AS Béziers      | 21 - 21 tab | SU Agen          | Parc des Princes, Paris     | 44 076      |
| Fédérale 1                         | 25 juin 2011 | AS Béziers      | 13 - 6      | CA Périgueux     | Stade Sapiac, Montauban     | -           |

| Compétition              | Date          | Vainqueur        | Score                        | Finaliste         | Lieu                                     | Spectateurs |
| ------------------------ | ------------- | ---------------- | ---------------------------- | ----------------- | ---------------------------------------- | ----------- |
| Coupe de France          | 11 juin 1950  | FC Lourdes       | 16 - 3                       | AS Béziers        | Stade des Ponts-Jumeaux, Toulouse        | -           |
| Challenge Yves du Manoir | 28 mai 1960   | Stade montois    | 9 - 9 (au nombre d'essais)   | AS Béziers        | Parc Lescure, Bordeaux                   | 37 200      |
| Challenge Yves du Manoir | 3 juin 1961   | Stade montois    | 17 - 8                       | AS Béziers        | Parc des Princes, Paris                  | -           |
| Challenge Yves du Manoir | 30 mai 1964   | AS Béziers       | 6 - 3                        | Section paloise   | Parc des Princes, Paris                  | -           |
| Challenge Yves du Manoir | 13 mai 1972   | AS Béziers       | 27 - 6                       | AS Montferrand    | Parc des Princes, Paris                  | 9 479       |
| Challenge Yves du Manoir | 12 mai 1973   | RC Narbonne      | 13 - 6                       | AS Béziers        | Stade olympique Yves-du-Manoir, Colombes | 12 850      |
| Challenge Yves du Manoir | 24 mai 1975   | AS Béziers       | 16 - 12                      | SU Agen           | Stade olympique Yves-du-Manoir, Colombes | 7 737       |
| Challenge Yves du Manoir | 21 mai 1977   | AS Béziers       | 19 - 18                      | FC Lourdes        | Stade olympique Yves-du-Manoir, Colombes | -           |
| Challenge Yves du Manoir | 3 juin 1978   | RC Narbonne      | 19 - 19 (au nombre d'essais) | AS Béziers        | Stade olympique Yves-du-Manoir, Colombes | -           |
| Challenge Yves du Manoir | 31 mai 1980   | Aviron bayonnais | 16 - 10                      | AS Béziers        | Parc des Princes, Paris                  | 9 354       |
| Challenge Yves du Manoir | 30 mai 1981   | FC Lourdes       | 25 - 13                      | AS Béziers        | Parc des Princes, Paris                  | 12 000      |
| Coupe de France          | 1er juin 1986 | AS Béziers       | 40 - 9                       | Stade aurillacois | Stade Pierre-Antoine, Castres            | 5 000       |

## Statistiques

### Distinctions
- Challenge du club complet : 1971, 1973, 1977, 1979 et 1983 (équipe première alors championne de France et doublé de l'équipe cadet (Championnat + Gaudermen)).
- Trophée rugby Panache Pernod : six fois consécutivement, de 1971 à 1976 (meilleur jeu développé et meilleur marqueur d'essais du Championnat de France).

### Records
L'AS Béziers détient le record d'invincibilité à domicile avec onze ans et neuf mois (du 5 janvier 1969 avec une défaite 8 à 9 contre le CA Brive au 11 octobre 1981 avec une défaite 10 à 19 contre La Voulte sportif où le club reste invaincu sur ses terres en championnat, soit 95 victoires d'affilée.
Béziers détient également le record d'invincibilité toutes compétitions confondues avec deux ans, quatre mois et dix-sept jours (entre le 1er septembre 1970 et le 18 février 1973), ainsi que le record du nombre de saisons invaincues en Championnat de France où le club termine cinq saisons sans défaites en 1960-1961, 1970-1971, 1971-1972, 1974-1975 et 1977-1978.

## Personnalités du club

### Joueurs

#### Effectif 2025-2026
Liste des joueurs de l'AS Béziers Hérault pour la saison 2025-2026.
| Nom                  | Date de naissance | Nationalité sportive | International | Dernier club          | Arrivée au club |
| Talonneurs           | Talonneurs        | Talonneurs           | Talonneurs    | Talonneurs            | Talonneurs      |
| -------------------- | ----------------- | -------------------- | ------------- | --------------------- | --------------- |
| Wilmar Arnoldi (en)  | 21 octobre 1994   | Afrique du Sud       | -             | Stormers              | 2024            |
| Yanis Boulassel      | 10 mai 2002       | France               | -             | RC Toulon             | 2024            |
| Jonathan Maïau       | 16 octobre 2001   | France               | -             | USON Nevers           | 2025            |
| Yvann Lalevée        | 25 avril 1999     | France               | -             | Valence Romans DR     | 2024            |
| Piliers              |                   |                      |               |                       |                 |
| Youssef Amrouni      | 29 août 1994      | France               | -             | US Carcassonne        | 2023            |
| Yannick Arroyo       | 18 décembre 1998  | France               | -             | Montpellier HR        | 2023            |
| Yahnis El Maslouhi   | 25 mai 2002       | France               |               | Union Bordeaux Bègles | 2024            |
| John Henry Fincham   | 19 mai 1999       | Afrique du Sud       | -             | Formé au club         | 2019            |
| Christian Judge (en) | 8 janvier 1993    | Angleterre           | -             | Saracens              | 2024            |
| Julien Rasamoelina   | 1er avril 2002    | France               | -             | Montpellier HR        | 2022            |
| → Marco Trauth       | 15 septembre 2000 | France               | -             | Stade toulousain      | 2023            |
| Deuxièmes lignes     |                   |                      |               |                       |                 |
| Cam Dodson           | 3 août 1996       | Angleterre           | -             | Stade aurillacois     | 2024            |
| Jérôme Dufour        | 6 octobre 1992    | France               | -             | Provence Rugby        | 2025            |
| Shahn Eru            | 20 septembre 1989 | Îles Cook            |               | USA Perpignan         | 2024            |
| Pierre Gayraud       | 27 mars 1992      | France               | -             | FC Grenoble           | 2021            |
| Petero Mailulu       | 26 juillet 2002   | Fidji                | -             | Stade toulousain      | 2024            |
| Troisièmes lignes    |                   |                      |               |                       |                 |
| Baptiste Abescat     | 7 août 2000       | France               | -             | RC Narbonne           | 2024            |
| Clément Ancely       | 4 mars 1993       | France               | -             | FC Grenoble           | 2023            |
| Gillian Benoy        | 8 mai 1995        | Belgique             |               | RC Suresnes           | 2021            |
| Thomas Canaleta      | 23 avril 2004     | France               | -             | Formé au club         | 2024            |
| Clément Doumenc      | 1er avril 1997    | France               | -             | Montpellier HR        | 2024            |
| Sias Koen            | 1er janvier 1994  | Afrique du Sud       | -             | Cheetahs              | 2020            |
| Otunuku Pauta        | 13 février 1999   | Tonga                | -             | Perth Bayswater       | 2023            |
| Antoine Payrastre    | 30 avril 2001     | France               | -             | Formé au club         | 2024            |
| William van Bost     | 1er août 1998     | Belgique             |               | RC Toulon             | 2019            |
| Demis de mêlée       |                   |                      |               |                       |                 |
| Damien Añon          | 6 juillet 1995    | France               |               | US Carcassonne        | 2024            |
| Hugo Camacho         | 27 février 2004   | Portugal             |               | Aviron bayonnais      | 2024            |
| Samuel Marques       | 8 décembre 1988   | Portugal             |               | US Carcassonne        | 2023            |
| Demis d'ouverture    |                   |                      |               |                       |                 |
| Hugo Aubry           | 28 janvier 2003   | Portugal             |               | Rouen NR              | 2024            |
| Victor Dreuille      | 24 juillet 1998   | France               | -             | Formé au club         | 2016            |
| Charly Malié         | 5 novembre 1991   | Espagne              |               | Section paloise       | 2021            |
| Romain Uruty         | 1er juillet 1999  | France               | -             | SC Albi               | 2019            |
| Centres              |                   |                      |               |                       |                 |
| Taylor Gontineac     | 16 juillet 2000   | Roumanie             |               | Rouen NR              | 2024            |
| Paul Recor           | 22 février 2000   | France               | -             | Formé au club         | 2018            |
| Maxime Vacquier      | 25 janvier 2003   | Belgique             |               | → US bressane         | 2025            |
| Théo Vassallo        | 24 janvier 2004   | France               | -             | Formé au club         | 2025            |
| Ailiers              |                   |                      |               |                       |                 |
| Kylian Bert          | 18 mars 2005      | France               | -             | Stado Tarbes PR       | 2024            |
| Pierre Courtaud      | 6 avril 1999      | France               | -             | Formé au club         | 2019            |
| Nicolas Plazy        | 17 mai 1994       | France               | -             | Union Bordeaux Bègles | 2020            |
| Paul Réau            | 5 janvier 2001    | France               | -             | Formé au club         | 2022            |
| Aminiasi Tuimaba     | 26 mars 1995      | Fidji                |               | Section paloise       | 2024            |
| Arrières             |                   |                      |               |                       |                 |
| Baltazar Amaya       | 26 mai 1999       | Uruguay              |               | Peñarol Rugby         | 2025            |
| Duran Koevort        | 23 décembre 2001  | Afrique du Sud       | -             | Université du Cap     | 2025            |
| Timéo Labat          | 21 octobre 2005   | France               | -             | Formé au club         | 2025            |

#### Internationaux français
Plusieurs joueurs de l'AS Béziers ont porté le maillot de l'équipe de France alors qu'ils évoluent sous les couleurs du club (ils sont 21 à avoir connu cette honneur à la fin d'année 1971). En italique, les joueurs qui ont connu leur première cape en jouant au club.
- Jean Sébédio (1913)
- Pierre Moureu (1920)
- Gilbert Coscolla (1921)
- Adolphe Bousquet (1921)
- François Clauzel (1924)
- Lucien Serin (1928)
- Henri Buisson (1931)
- André Duluc (1934)
- Félix Lacrampe (1949)
- Lucien Rogé (1952)
- Pierre Danos (1954)
- Raoul Barrière (1960)
- Roger Gensane (1962)
- Francis Mas (1962)
- Paul Dedieu (1963)
- Jack Cantoni (1970)
- Alain Estève (1971)
- Yvan Buonomo (1971)
- Jean-Pierre Hortoland (1971)
- Jean-Louis Martin (1971)
- Richard Astre (1971)
- Armand Vaquerin (1971)
- Olivier Saïsset (1971)
- Henri Cabrol (1972)
- André Lubrano (1972)
- René Séguier (1973)
- Alain Paco (1974)
- Georges Senal (1974)
- Michel Palmié (1975)
- Jean-Pierre Pesteil (1975)
- Gérard Rousset (1975)
- Pierre Lacans (1980)
- Jean-Paul Wolf (1980)
- Michel Fabre (1981)
- Didier Camberabero (1982)
- Alain Carminati (1986)
- Philippe Gallart (1990)
- Jean-François Gourragne (1990)
- Richard Dourthe (1995)
- Richard Castel (1996)
- Cédric Soulette (1997)
- Pierre Mignoni (1997)
- Thibaut Privat (2001)
- Steven Hall (2002)
- Sébastien Bruno (2002)
- Yannick Nyanga (2004)
- Dimitri Szarzewski (2004)

Cette liste exclut de fait les internationaux ayant porté le maillot national avant ou après leur carrière à l'AS Béziers ; de manière non exhaustive, Jules Cadenat, Jean Domercq, Georges Constant, Louis Lepatey, François Raymond, René Bousquet, Édouard Coulon, Jules Hauc, Albert Ambert, Jacques Serin,, Claude Vidal,, Pierre-Édouard Detrez, Marc Andrieu, Arnaud Costes, Alain Hyardet, Frédéric Torossian, Jean-Marc Aué, Guillaume Delmotte, Sébastien Bonetti, Jean-Philippe Grandclaude, Julien Laharrague, Nicolas Durand, Jean-Baptiste Peyras-Loustalet, Jérôme Porical, Brice Mach, Lionel Beauxis, Félix Lambey, Reda Wardi.

#### Autres joueurs emblématiques
La liste suivante est composée de joueurs de l'AS Béziers ayant remporté des titres, joué plus de cinq saisons ou ayant battu des records sous les couleurs du club.

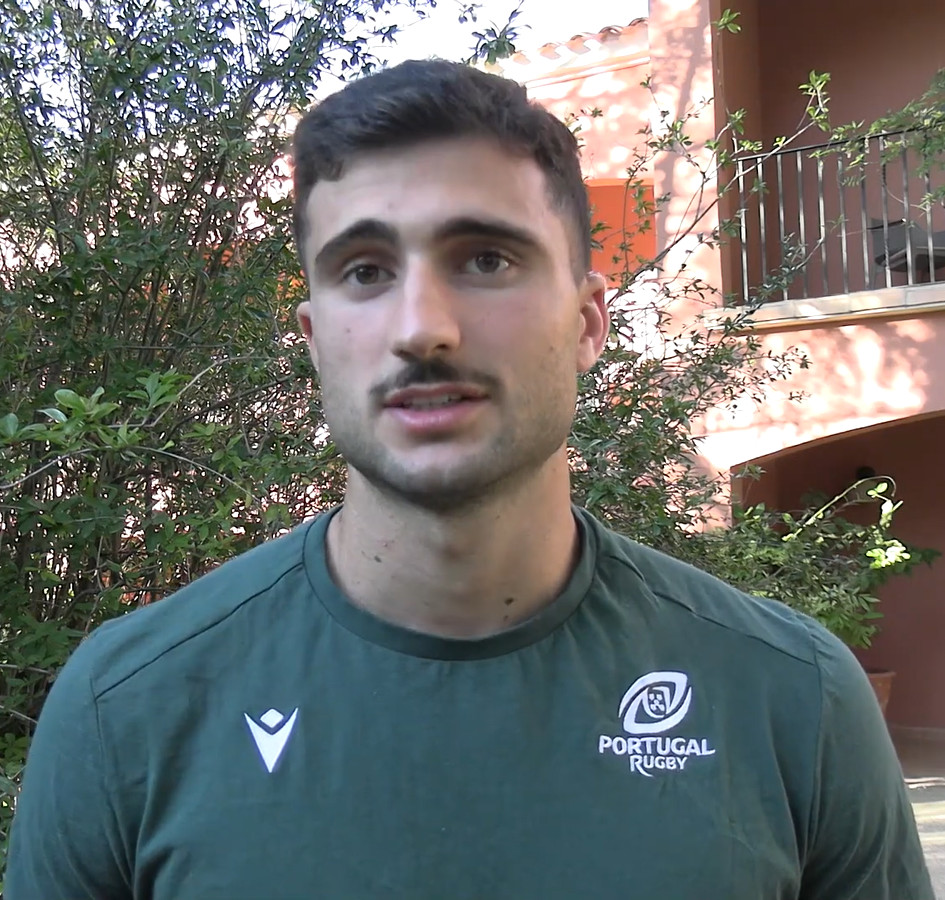
Raffaele Costa Storti détenteur du record d'essais en une saison en Pro D2 avec 21 réalisations.

- Louis Angeli
- Jean Arnal
- Jean-Michel Bagnaud
- Jean-Baptiste Barrère
- Michel Bernatas
- Émile Bolzan
- Philippe Bonhoure
- Roger Bousquet
- André Buonomo
- Michel Calas
- Gilles Camberabero
- Claude Casamitjana
- Philippe Chamayou
- Paul Cieply
- Jean-Marc Cordier
- Daniel Cosentino
- Raffaele Costa Storti
- Philippe Escalle
- Philippe Escande
- Didier Farenq
- Francisco Fernandes
- Patrick Fort
- Jacques Fratangelle
- André Gayraud
- Sabri Gmir
- Fabrice Joguet
- Jérôme Labat
- Gérard Lavagne
- Charly Malié
- Claude Martinez
- Jean-Paul Medina
- Jean-Luc Meiser
- Diego Minarro
- Henri Mioch
- Philippe Morrisson
- Joseph Navarro
- Christian Pesteil
- Marco Pinto Ferrer
- Christian Prax
- François Ramoneda
- Robert Raynal
- Guy Ribot
- Jean-Luc Rivallo
- Paul Roca
- François Rondi
- Jean Salas
- Jean Sarda
- Robert Spagnolo
- Bernard Teyssier
- Philippe Vachier
- Élie Vaquerin

### Entraîneurs
Les différentes sources ne font pas état d'un entraîneur lors des premières saisons de l'AS Béziers puis les informations sont ensuite parcellaires jusqu'en 1955. Le premier entraîneur identifié est le manager Vidal Lors de la saison 1929-1930. Ensuite, en 1933, le demi de mêlée international français de l'ASB, Lucien Serin, arrête de jouer et s'occupe de l'équipe.
Par la suite, Alphonse Dedieu, ancien demi de mêlée de l'ASB puis entraîneur des juniors, est l'entraîneur du club au moins lors de la saison 1940-1941,. Durant les années 1940, et plus précisément lors de l'exercice 1949-1950, Lucien Serin est à nouveau l'entraîneur.
L'entraîneur de l'US Romans Péage, Raymond Barthès, fait son arrivée au club à partir de la saison 1955-1956. En 1965, il quitte le club après avoir remporté le Championnat de France (1961), la Coupe d'Europe des clubs champions FIRA (1962) ainsi que le Challenge Yves du Manoir (1964), les premiers titres majeurs de l'histoire du club. Il est remplacé par le demi de mêlée international Pierre Danos à ce poste.
L'ancien pilier international de l'ASB, Raoul Barrière, prend la succession de Danos dès la saison 1968-1969, juste après un titre de champion de France Reichel glané avec les juniors du club. Barrière fait passer le club dans une nouvelle dimension, ils sont six fois champions de France et triple vainqueur du Challenge Yves du Manoir. Le 8 octobre 1978, après des différends avec le joueur Alain Estève, Raoul Barrière annonce son départ du club après le début de saison.
Pendant la saison 1978-1979, les joueurs ne désirent pas une personne de l'extérieur pour les entraînements. Dans un premier temps, le pilier Jean-Louis Martin se voit alors confier la direction des entraînements mais, pris par ses occupations professionnelles, il n'assure pas longtemps cette fonction. Par la suite, Olivier Saïsset, contraint de mettre un terme à sa carrière en raison d'une blessure à l'œil, est sollicité par Henri Cabrol et Alain Estève pour assurer l'entraînement, ce qu'il accepte. La saison suivante, Saïsset est confirmé dans son rôle et est accompagné de l'ancien joueur Jean Sarda.
À partir de la saison 1980-1981, Claude Saurel, ancien joueur puis entraîneur de la nationale B de l'AS Béziers, prend la tête de l'équipe. Il mène le club à deux titres de champion, en 1981 et 1983, puis laisse la main à Roger Bousquet, qui s'occupe des arrières, et Francis Mas pour les avants dès 1983. Le duo d'entraîneur décroche le titre de champion de France dès la première saison, le onzième du club, puis une Coupe de France en 1986.
À l'intersaison 1987, Olivier Saïsset fait son retour en tant qu'entraîneur et est accompagné de Daniel Cosentino pour les arrières. Après seulement une saison, l'encadrement technique est changé, les anciens joueurs Alain Paco et Jean Sarda sont nommés comme entraîneurs. Ils sont ensuite remplacés à partir de la saison 1990-1991 par le duo Christian Pesteil-Jean Sarda. Le 10 mai 1992, ils décident de se retirer et le nouveau président, Gilbert Lautier, nomme André Buonomo et Patrick Fort entraîneurs.
Après une descente en groupe A2 à partir de la saison 1994-1995, l'ancien capitaine de l'équipe Richard Astre fait son retour au club dans le rôle d'entraîneur avec Michel Planès comme manager général. Patrick Fort est également présent dans l'encadrement lors de l'exercice 1997-1998. Cette saison-là, Richard Astre annonce son intention de se retirer en février 1998 mais le comité directeur, ne voulant pas le voir partir, lui propose le poste de directeur sportif. Patrick Fort devient alors l'entraîneur principal et il est assisté de Diego Minarro, tandis que Michel Planès garde ses fonctions de manager.
En 1998-1999, Alain Paco fait son retour en tant que manager général, ses adjoints sont Diego Minarro, Christian Farenq en charge des arrières, Philippe Collomb pour la préparation physique et Patrice Villain en tant que préparateur mental. La saison suivante, le club étant désormais en Élite 2 (deuxième division), Alain Paco continue dans ses fonctions d'entraîneurs et est rejoint par Alain Hyardet. Le duo termine champion et permet la remontée en première division. À l'intersaison 2000, Paco quitte ses fonctions mais Hyardet reste et est accompagné des adjoints Philippe Gallart et Jean-François Gourragne, de l'Australien Peter Mulholand (en) pour la défense et du préparateur physique Alexis Déjardin.
En désaccord avec la direction du club, Alain Hyardet s'en va à l'issue de la saison 2001-2002. Éric Piazza est nommé nouvel entraîneur principal tandis qu'Arnaud Vercruysse est l'entraîneur adjoint chargé des arrières. En fin d'année 2002, Piazza annonce se retirer, Vercruysse est alors promu entraîneur principal et Henri Mioch devient directeur sportif.
Pour la saison 2003-2004, Jean-Pierre Élissalde fait son arrivée à la tête de l'encadrement technique. La saison suivante, Mark Backewell (en) est l'adjoint d'Élissalde. Cependant, Jean-Pierre Élissalde est démis de ses fonctions en cours de saison, Backewell étant alors promu entraîneur principal avec Michel Palmié comme directeur sportif et Laurent Cutillas pour les arrières. Le club termine relégué en Pro D2.
L'ancien joueur puis entraîneur du club, Olivier Saïsset, fait alors son retour lors de l'intersaison 2005. Laurent Cutillas reste en poste, tout comme Michel Palmié et le préparateur physique François Testard fait son arrivée. En 2007-2008, Laurent Cutillas quitte l'encadrement et Richard Castel l'intègre.
Durant l'intersaison 2008, Olivier Saïsset exprime son désir de quitter le club. Richard Castel est alors promu entraîneur principal avec Philippe Escalle comme adjoint. Après un mauvais début de saison, Jean-François Gourragne prend la fonction d'entraîneur général dès le mois d'octobre et en novembre Laurent Balue intègre également l'encadrement technique. Courant décembre, Castel et Escalle sont mis à l'écart et Diego Minarro intègre le staff pour travailler en duo avec Gourragne. Fin décembre, Jean-François Beltran intègre lui aussi l'encadrement. Le 7 mai 2009, le duo Beltran-Minarro est confirmé pour la saison prochaine, le club étant rétrogradé en Fédérale 1 (troisième division).
Après une seconde saison en Fédérale 1 pour la saison 2010-2011, Jean Anturville est nommé entraîneur. Il est accompagné de Christophe Collet et le club valide sa remontée en deuxième division à l'issue de la saison.
| Saisons                    | Entraîneur(s) | Titres                                                                                 |
| -------------------------- | --- | -------------------------------------------------------------------------------------- |
| 1929-1930                  | Vidal |                                                                                        |
| 1933-0NC0                  | Lucien Serin |                                                                                        |
| 1940-1941                  | Alphonse Dedieu |                                                                                        |
| 1949-1950                  | Lucien Serin |                                                                                        |
| 1955-1966                  | Raymond Barthès | Championnat de France Coupe d'Europe des clubs champions FIRA Challenge Yves du Manoir |
| 1966-1968                  | Pierre Danos |                                                                                        |
| 1968-octobre 1978          | Raoul Barrière | Championnat de France (6) Challenge Yves du Manoir (3)                                 |
| octobre 1978-1979          | Jean-Louis Martin puis Olivier Saïsset |                                                                                        |
| 1979-1980                  | Olivier Saïsset et Jean Sarda | Championnat de France                                                                  |
| 1980-1983                  | Claude Saurel | Championnat de France (2)                                                              |
| 1983-1987                  | Roger Bousquet (arrières) et Francis Mas (avants) | Championnat de France Coupe de France                                                  |
| 1987-1988                  | Olivier Saïsset et Daniel Cosentino (arrières) |                                                                                        |
| 1988-1990                  | Alain Paco et Jean Sarda |                                                                                        |
| 1990-1992                  | Christian Pesteil et Jean Sarda |                                                                                        |
| 1992-1993                  | André Buonomo et Patrick Fort |                                                                                        |
| 1994-1997                  | Richard Astre (entraîneur), Michel Planès (manager) |                                                                                        |
| 1997-1998                  | Richard Astre (entraîneur puis directeur sportif à partir de février), Michel Planès (manager), Patrick Fort (assistant puis entraîneur principal à partir de février) et Diego Minarro (assistant à partir de février) |                                                                                        |
| 1998-1999                  | Alain Paco (manager), Christian Farenq (arrières) et Diego Minarro |                                                                                        |
| 1999-2000                  | Alain Hyardet et Alain Paco | Championnat de France de 2e division                                                   |
| 2000-2002                  | Alain Hyardet (principal), Philippe Gallart (adjoint), Jean-François Gourragne (adjoint) et Peter Mulholand (en) (défense)                                                                                              |                                                                                        |
| 2002-décembre 2002         | Éric Piazza (principal), Arnaud Vercruysse (arrières) |                                                                                        |
| décembre 2002-2003         | Henri Mioch (directeur sportif) et Arnaud Vercruysse (principal) |                                                                                        |
| 2003-2004                  | Jean-Pierre Élissalde |                                                                                        |
| 2004-janvier 2005          | Jean-Pierre Élissalde et Mark Backewell (en) (adjoint) |                                                                                        |
| janvier 2005-2005          | Michel Palmié (directeur sportif), Mark Backewell (principal) et Laurent Cutillas (arrières) |                                                                                        |
| 2005-2007                  | Michel Palmié (directeur sportif), Olivier Saïsset (principal) et Laurent Cutillas (arrières) |                                                                                        |
| 2007-2008                  | Michel Palmié (directeur sportif), Olivier Saïsset (principal) et Richard Castel (adjoint) |                                                                                        |
| 2008-octobre 2008          | Richard Castel (principal) et Philippe Escalle (adjoint) |                                                                                        |
| octobre 2008-décembre 2008 | Jean-François Gourragne (principal), Richard Castel, Philippe Escalle et Laurent Balue (à partir de novembre) |                                                                                        |
| décembre 2008-2009         | Jean-François Beltran, Jean-François Gourragne et Diego Minarro |                                                                                        |
| 2009-2010                  | Jean-François Beltran et Diego Minarro |                                                                                        |
| 2010-2011                  | Jean Anturville et Christophe Chollet | Championnat de France de 1re division fédérale                                         |
| 2011-2012                  | Philippe Benetton, Patrick Fort et Andrew Mehrtens |                                                                                        |
| octobre 2012-novembre 2012 | Claude Saurel seulement 3 matchs (soit 1 mois), Patrick Fort et Andrew Mehrtens |                                                                                        |
| novembre 2012-février 2013 | Andrew Mehrtens, Manuel Edmonds et Christophe Hamacek |                                                                                        |
| février 2013-2015          | Manuel Edmonds et Christophe Hamacek |                                                                                        |
| 2015-décembre 2016         | Manuel Edmonds et Romain Carmignani |                                                                                        |
| janvier 2017-2019          | David Aucagne et David Gérard |                                                                                        |
| 2019-janvier 2020          | David Aucagne, Sébastien Logerot et Gabriel Bocca |                                                                                        |
| janvier 2020-2020          | David Aucagne, Pierre Caillet, Sébastien Logerot et Gabriel Bocca |                                                                                        |
| 2020-2021                  | David Aucagne, Pierre Caillet, Sébastien Logerot et Na'ama Leleimalefaga |                                                                                        |
| 2021-2023                  | Pierre Caillet, Jérôme Filitoga-Taofifénua, Karne Kaufana et Jérôme Porical |                                                                                        |
| 2023-                      | Benjamin Bagate, Pierre Caillet, Karne Kaufana et Sylvain Charlet |                                                                                        |

### Présidents
| Saison    | Président(s)                            | Remarques                           |
| --------- | --------------------------------------- | ----------------------------------- |
| 1911-1918 | Louis Viennet                           | Fondateur de l'ASB, premier mandat  |
| 1918-1925 | Henri Bru                               |                                     |
| 1925-1943 | Jean Guy                                |                                     |
| 1943-1945 | Émile Claparède                         |                                     |
| 1945-1949 | Louis Viennet                           | Fondateur de l'ASB, deuxième mandat |
| 1949-1950 | Louis Valette                           |                                     |
| 1950-1951 | François Clauzel                        |                                     |
| 1951-1959 | Joseph Fabregat                         |                                     |
| 1959-1969 | Henri Lautrec                           |                                     |
| 1969-1974 | Georges Mas                             | Président du Grand Béziers          |
| 1974-1975 | Lucien Mas                              |                                     |
| 1975-1977 | Ernest Caruso                           |                                     |
| 1978-1980 | Alain Loubet                            |                                     |
| 1980-1983 | Céleste Bringer                         |                                     |
| 1984-1986 | Gaston Rouquette                        |                                     |
| 1986-1987 | Ernest Caruso et Alain Loubet           | Co-présidence                       |
| 1987-1988 | Gaston Rouquette                        |                                     |
| 1988-1990 | Jean-Louis Martin                       |                                     |
| 1990-1992 | Jean-Louis Martin et Michel Palmié      | Co-présidence                       |
| 1992-1998 | Gilbert Lautier                         |                                     |
| 1998-1999 | Henri-Paul Puel                         |                                     |
| 1999-2008 | Olivier Nicollin                        |                                     |
| 2008-2010 | Joseph Francis                          |                                     |
| 2010-2011 | Christian Portes                        |                                     |
| 2011-2020 | Cédric Bistué et Pierre-Olivier Valaize |                                     |
| 2020-2024 | Michaël Guedj et Jean-Michel Vidal      |                                     |
| 2024-     | Andrew Mehrtens et Bobby Skinstad       | Co-présidence                       |

Le fondateur de l'AS Béziers, Louis Viennet, est président du club de 1911 à 1918,,,. Son successeur est Henri Bru de 1918 à 1925,. En 1926, Jean Guy prend la suite jusqu'en 1943,,. De 1943 à 1945, Émile Claparède dirige le club,. Louis Viennet fait son retour à la tête du club de 1945 à 1949,. Le docteur Louis Valette prend la suite de Viennet en 1949 pendant un an avant de céder sa place à François Clauzel,,.
Le docteur Joseph Fabregat est le président de 1951 à 1959, tandis que Jean Guy est devenu président omnisports de l'association. L'assureur Henri Lautrec est ensuite nommé à la tête du club jusqu'en 1969,. Georges Mas, entrepreneur biterrois spécialisé dans le bâtiment et déjà impliqué au sein du club sous la présidence de Lautrec, prend alors les rênes de l'AS Béziers,. Confronté à des problème dans son entreprise, il laisse sa place à la présidence en 1974 et est remplacé officiellement par son frère Lucien Mas, cependant Ernest Caruso occupe ce poste puisque Lucien Mas est trop occupé par son poste de président-directeur général (PDG) d'une société de promotion immobilière à Toulouse et désire rester dans l'ombre.
Après une saison dans l'ombre de Lucien Mas, Ernest Caruso, PDG d'une société de travaux publics à Agde, est officiellement le nouveau président de l'ASB à partir de 1975 et ce jusqu'en 1977,. Durant sa présidence, il instaure un temps de présidence qui n'excède pas trois ans. En 1978, le PDG de la Méridionale des bois et matériaux Alain Loubet, fils de Paul Loubet créateur de l'Aviron biterrois XIII en 1947 en raison du refus de Louis Viennet à son entrée au sein du comité directeur de l'ASB, prend la présidence du club biterrois. À partir de la saison 1980-1981, le docteur Céleste Bringer, ancien pilier du Racing CF, le remplace,. Pour la saison 1983-1984, un nouveau président est proposé par Alain Loubet : son ancien coéquipier en junior Reichel Gaston Rouquette, celui-ci est alors nommé. Il officie jusqu'en 1986 puis passe la main à la co-présidence des deux anciens présidents Ernest Caruso et Alain Loubet pour la saison 1986-1987. À l'issue de la saison, l'ancien joueur Jean-Louis Martin présente sa candidature mais les dirigeants biterrois, composés d'Ernest Caruso, Alain Loubet, Gaston Rouquette, Céleste Bringer et Joseph Fabregat, s'opposent à cette candidature. Caruso et Loubet proposent un retour de Gaston Rouquette et ce dernier est élu avec 89 voix contre 84 pour Jean-Louis Martin et 3 votes nuls, c'est la première fois qu'il y a deux candidats pour la présidence du club.
Gaston Rouquette reste durant une saison puis Jean-Louis Martin accède finalement à la présidence à partir de la saison 1988-1989. Dès la saison 1990-1991, il est co-président avec son ancien coéquipier Michel Palmié. À l'issue de la saison 1991-1992, Jean-Louis Martin évoque le besoin de prendre du recul en raisons de ses activités professionnelles et Michel Palmié est nommé co-président de la Fédération française de rugby. Gilbert Lautier prend la suite dès la saison 1992-1993. Après six saisons, il cède sa place à l'industriel Henri-Paul Puel. Après seulement un an, Henri-Paul Puel laisse la place à Olivier Nicollin, fils de Louis Nicollin, à partir de la saison 1999-2000. La famille Nicollin reprend alors le club dans une situation financière compliquée, avec une dette estimée à dix millions de francs, et acte le passage du club en une Société anonyme à objet sportif (SAOS). En fin de saison 2007-2008, la famille Nicollin fait son départ du club. Joseph Francis fait son arrivée tardivement et dans l'urgence pour la nouvelle saison, il est un chef d'entreprise spécialisé dans la fabrication d'armoires d'automatismes électriques de Montpellier,. Au printemps 2010, Christian Portes assure l'intérim car Joseph Francis fait le choix de se présenter aux élections régionales et n'a plus le temps pour diriger quotidiennement le club. Il est également le président durant la saison 2010-2011, pour le centenaire du club.

## Infrastructures

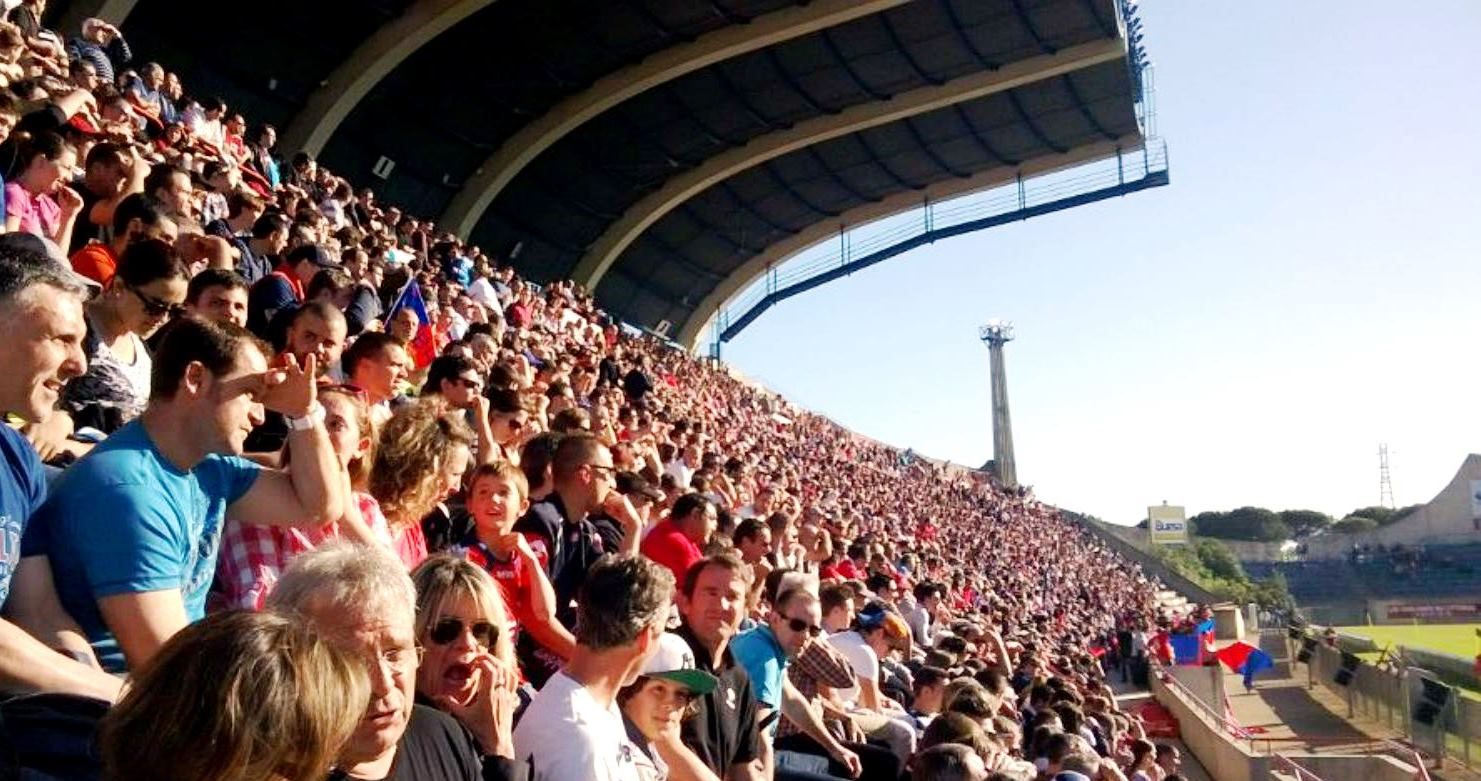
Les travées du stade Raoul-Barrière un jour de match de Pro D2.

Durant sa première saison, en 1912-1913, l'AS Béziers joue tout d'abord sur le terrain du Capiscol, proche de la ligne de chemin de fer.
À partir de 1913, l'AS Béziers occupe le parc des Sports de Sauclières, un ancien terrain hippique situé entre l'Orb et le canal du Midi.
En 1922, Louis Viennet investit vingt mille francs-or et avec d'autres personnes, dont Jules Cadenat et des représentant de la Compagnie du Midi, qui investissent pour un total de deux cent mille francs, le club acquiert le terrain de Sauclières où les installations sportives sont développées,,,.
À partir de la saison 1988-1989, l'AS Béziers évolue dans l'enceinte d'un nouveau stade moderne de 20000 places : le stade de la Méditerranée, devenu ensuite le stade Raoul-Barrière.
À la suite de plusieurs séries de travaux, survenues en 2006, 2007 et 2008, la capacité du stade est réduite à 18555 places, dont 16110 assises.